# Hoscheid
Hoscheid (lussemburghese: Houschent) è un comune soppresso del Lussemburgo nord-orientale e frazione del comune di Parc Hosingen. Fa parte del cantone di Clervaux, nel distretto distretto di Diekirch.
Il 1º gennaio 2012 il comune di Hoscheid si è fuso con i comuni di Hosingen e Consthum per formare il nuovo comune di Parc Hosingen. Questo ne ha comportato lo spostamento dal cantone di Diekirch al cantone di Clervaux.

## Comune soppresso
Oltre al centro abitato di Hoscheid, facevano parte del comune soppresso anche le località di Bleesbruck, Gilsdorf e Moestroff poi confluite nel comune di Parc Hosingen.
Nel 2008 il comune di Hoscheid aveva una popolazione di 581 abitanti e un territorio di 10,42 km².

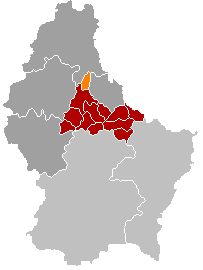
Territorio del comune di Hoscheid, confluito dal 2012 nel comune di Parc Hosingen